# Имплантант пениса
Имплантат пениса је уређај намењен за лечење еректилне дисфункције, Пејронијеве болести, исхемијског пријапизма, деформитета и трауматских повреда пениса, као и за фалопластику код мушкараца или фалопластику и метоидиопластику у операцији промене пола са женског на мушки. Иако постоји много различитих врста имплантата, већина спада у једну од две категорије: савитљиве импмантанте  и имплантанте на надувавање.

## Историја
Прва модерна протетска реконструкција пениса приписује се NA Borgus, немачком лекару који је направио прве хируршке покушаје 1936. године на војницима са трауматским ампутацијама пениса. Користио је хрскавицу ребара као протетски материјал и реконструисао гениталије за мокрење и за сексуални однос.   
Willard E. Goodwin и William Wallace су били први који су описали уградњу синтетичких пенилних имплантаната у виду акрилних протеза 1952. године. 
Harvey Lash  који је развио имплантанте пениса на бази силикона,  прву серију случајева објавио је 1964. године. Развој висококвалитетних силикона за пенис тренутно се користи у НАСА.
Прототипове савремених савитљивих имплантаната пениса на надувавање представиле су 1973. године на годишњем састанку Америчког уролошког удружења две групе лекара са Универзитета Бејлор (Gerald Timm, William E. Bradley и F. Brantley Scott) и Универзитета у Мајамију (Michael P. Small и Hernan M. Carrion).  Small и Carrion су били пионири у популаризацији получврстих имплантаната пениса увођењему употрбу протезе Small-Carrion (Ментор, САД) Током 1975. године F. Brantley Scott је описао почетни уређај који се састоји од два цилиндрична тела на надувавање направљена од силикона, и два резервоара за пумпу.  
АМС је објавио многа ажурирања од прве генерације импланата 1983. године Ментор (сада Цолопласт) улази на тржиште. У 2017. години било је више од десет произвођача пенилних имплантата у свету, међутим, само неколико их је остало на тржишту.  Зепхир хируршки имплантати, заједно са биолошким имплантатима за пенис, представили су прву линију надувавајућих, савитљивих пенисних имплантата дизајнираних за промену пола за транс мушкарце . Последњих година, Ригицон Инновативе Урологицал Солутионс, компанија са седиштем у САД, направила је значајан напредак у области пенисних имплантата. Године 2017. лансирали су 'Риги10', савитљиви имплант који је проширио могућности тржишта. Након тога, 2019. године представили су серију 'Инфла10', која укључује моделе Инфла10 АКС, Инфла10 Кс и Инфла10, и 'Риги10 Хидропхилиц'. Ови савитљиви модели на надувавање и хидрофилно обложени били су важан додатак асортиману доступних технологија имплантата пениса. Овај напредак је допринео разноликости и напретку у развоју пенилних имплантата, нудећи пацијентима разноврснија и персонализованија решења за лечење. 
Приближно 3% пацијената са дијагнозом еректилне дисфункције и 5% пацијената са еректилном дисфункцијом отпорном на медицински третман одлучује се за имплантацију пениса.  Сваке године се у Сједињеним Америчким Државама угради око 25.000 пенисних протеза на надувавање. 
На доњој листи су приказани пенилни имплантанти који су били доступни на тржишту од 2020. године
| Производ                                        | Компанија                                                  | Земља порекла | Врста имплантата | Представљено у |
| ----------------------------------------------- | ---------------------------------------------------------- | ------------- | ---------------- | -------------- |
| AMS Spectra                                     | Boston Scientific (anteriormente American Medical Systems) | САД           | Савитљив         | 2009           |
| Genesis                                         | Coloplast                                                  | САД           | Савитљив         | 2004           |
| ZSI 100, ZSI 100 FtM and ZSI 100 D4             | Зефир хируршки имплантати                                  | Швајцарска    | Савитљив         | 2012           |
| Tube                                            | Promedon                                                   | Аргентина     | Савитљив         | 2007           |
| AMS Ambicor                                     | Boston Scientific (anteriormente American Medical Systems) | САД           | На надувавање    | 1994           |
| AMS 700 series (LGX, CX, CXR)                   | Boston Scientific (anteriormente American Medical Systems) | САД           | На надувавање    | 1983           |
| Титан                                           | Колопласт                                                  | САД           | На надувавање    | 2002           |
| ZSI 475 и ZSI 475 FtM                           | Zephyr Surgical Implants                                   | Швајцарска    | На надувавање    | 2012           |
| Infla10 series (Infla10 AX, Infla10 X, Infla10) | Rigicon Innovative Urological Solutions                    | САД           | На надувавање    | 2019           |
| Rigi10                                          | Rigicon Innovative Urological Solutions                    | САД           | Савитљив         | 2017           |
| Rigi10 Hydrophilic                              | Rigicon Innovative Urological Solutions                    | САД           | Савитљив         | 2019           |

## Врсте

### Савитљиви имплантант пениса
Савитљива пенилна протеза (позната и као ненадувавана или полукрута протеза) састоји се од пара шипки имплантираних у тело пениса. Неки од модела имају изрезане репове за подешавање дужине.  Тренутно, широм света постоји мноштво савитљивих имплантата за пенис. 
Шипке су круте, али савитљиве, у смислу да се могу ручно подесити у усправан положај.  Постоје два типа савитљивих имплантата: 
- Први (који се назива и мекани имплантат) направљен је од силикона и без шипке је.
- Други са спиралном жичаним језгром од сребра или челика обложеном силиконом изнутра.

### Имплантат пениса на надувавање
Недавно развијен пенилни имплант на надувавање (ИПП) је сет цилиндара на надувавање и пумпног система. У зависности од разлика у структури, постоје две врсте пенилних имплантата на надувавање: дводелни и троделни. Оба типа уређаја на надувавање се пуне стерилним физиолошким раствором који се у току процеса пумпа у цилиндре. Цилиндри се уграђују у кавернозно тело пениса. Систем за пумпање је причвршћен за цилиндре и смештен у скротум .  Троделни имплантати имају посебан велики резервоар повезан са пумпом. Резервоар се обично поставља у ретропубични простор (Ретзиусов простор), међутим описане су и друге локације, на пример између попречног мишића и мишића ректуса . Троделни имплантати обезбеђују пожељнију ригидност пениса и обим који подсећа на природну ерекцију. Поред тога, због присуства великог резервоара, троделни имплантати обезбеђују потпуну млохавост пениса када се издува, пружајући више удобности од дводелних имплантата на надувавање и савитљивих. 
Физиолошки раствор се ручно пумпа из резервоара у билатералне коморе цилиндара уграђених у осовину пениса, чиме се замењује нефункционално или минимално функционално еректилно ткиво. Ово производи ерекцију. Међутим, глава пениса није погођена. Деведесет до деведесет пет процената протеза на надувавање производи ерекцију адекватну за сексуални однос. У Сједињеним Државама, протеза на надувавање је у великој мери заменила савитљиву, због ниже стопе инфекције, високе стопе преживљавања уређаја и стопе задовољства од 80-90%.  
Први ИПП прототип који су 1975. представили Скот и његове колеге била је троделна протеза (два цилиндра, две пумпе и резервоар за течност). Од тада, ИПП је прошао кроз вишеструке модификације и побољшања за поузданост и издржљивост уређаја, укључујући промену хемијског материјала који се користи у производњи имплантата, коришћење хидрофилних премаза и антибиотских елуенса за смањење стопе инфекције, увођење ослобађања једним додиром итд.  Хируршке технике које се користе за имплантацију пенисних протеза такође су се побољшале заједно са еволуцијом уређаја. Пенилни имплантати на надувавање били су једна од првих интервенција у урологији где је уведена хируршка техника „без контакта”. Ово је значајно смањило постоперативне стопе инфекције.  

## Медицинска употреба

### Еректилна дисфункција
Упркос брзом и опсежном развоју опција нехируршког лечења ЕД, посебно нових циљаних лекова и генске терапије , имплантати пениса остају главни ослонац и златни стандард за лечење ЕД рефракторне на оралне лекове и терапију ињекцијама.  Поред тога, имплантати пениса могу бити релевантна опција за људе са еректилном дисфункцијом који желе да наставе са трајним решењем без лечења. Пенилни имплантати се користе за лечење еректилне дисфункције различите етиологије, укључујући васкуларне, кавернозне, неурогене, психолошке и постхируршке (нпр. простатектомију ). Америчко уролошко удружење препоручује да сви мушкарци са еректилном дисфункцијом буду информисани о имплантатима пениса као опцији лечења и да се са њима разговара о могућим исходима.

### Деформитет пениса
Пенилни имплантанти могу помоћи у враћању природног облика пениса у различитим стањима која су довела до његовог деформитета. То може укључивати трауматске повреде, операције пениса, болести пениса које деформишу и фиброзирају , као што је Пејронијева болест. Код Пејронијеве болести, промена закривљености пениса утиче на нормалне сексуалне односе и изазива еректилну дисфункцију услед прекида протока крви у кавернозним телима пениса.  Према томе, имплантација пенилне протезе код Пејронијеве болести решава неколико механизама укључених у патофизиологију болести.

### Промена пола са женског на мушки
Иако је пријављено да су различити модели пенисних протеза имплантирани након фалопластичних процедура,  са првим случајем који су 1978. описали Пукет и Монтие,  први пенилни имплантанти дизајнирани и произведени посебно за промену пола са женског на мушки уведени су 2015. године са моделом Зефир. Ови имплантанти имају ергономски гланс на врху протезе. Модел на надувавање има прикључену пумпу која подсећа на тестис. Протеза се уграђује чврстом фиксацијом у пубичну кост. Још један, али тањи савитљиви имплантат је такоже намењен за метоидиопластику. 

## Резултати

### Задовољство
Укупна стопа задовољства пенилним имплантатима достиже преко 90%.  Стопе задовољства које су пријавили пацијенти и партнери се процењују да би се проценили резултати. Показало се да имплантација пенисних протеза на надувавање пружа веће задовољство пацијената и партнера него терапија лековима са ПДЕ5 инхибиторима или интракавернозне ињекције.  Извештава се да су стопе задовољства веће код имплантата на надувавање него код савитљивих, али нема разлике између уређаја од 2 и 3 дела.  Најчешћи разлози за незадовољство су смањење дужине и обима пениса, изневерена очекивања и потешкоће са коришћењем уређаја.  Због тога је од виталног значаја да пацијентима и њиховим партнерима пружимо детаљно преоперативно саветовање и упутства.

### Корекција закривљености
33% до 90% пацијената са Пејронијевом болешћу који су имали ИП процедуру на надувавање успешно су исправили деформитет пениса.  Преостала кривина након постављања имплантата пениса обично захтева интраоперативну хируршку интервенцију.

## Компликације
Чини се да је најчешћа компликација повезана са постављањем имплантата у пенис инфекција, са пријављеним стопама од 1-3%.  Пријављене су инфекције места операције и уређаја. Када инфекција захвати сам имплантат пениса, потребно је уклањање имплантата и наводњавање шупљина антисептичким растворима . У овом сценарију, потребно је постављање новог имплантата како би се спречила даља фиброза ткива и скраћивање пениса. Стопа поновљених операција или замене уређаја креће се од 6% до 13%.  Остале пријављене компликације укључују перфорацију кавернозног тела и уретре (0,1-3%), што се обично јавља код пацијената са претходном фиброзом, ерозијом или екструзијом протезе, променом облика гланса, хематомом , скраћивањем дужине пениса и кваром уређаја. Због сталног побољшања хируршких техника и модификација имплантата, стопа компликација је драматично опала током времена.
Да би се превазишло постоперативно скраћивање и повећала перципирана дужина пениса и задовољство пацијената, описане су процедуре вентралне и дорзалне фалопластике у комбинацији са имплантатима пениса. 17
Предложена је модификована гланулопексија да би се спречио деформитет надзвучног угломера и хипермобилност жлезде, који су потенцијалне компликације пенисних имплантата. 25
Развијене су клизне технике у којима се пенис скраћује и продужава имплантатима у случајевима јаког скраћивања пениса. Међутим, ове технике су имале већу стопу компликација и сада се избегавају.

## Извори
1. ↑  „Penile Implant | Penile Prosthesis”. Perito Urology (на језику: енглески). Приступљено 2025-03-04.
2. ↑  Carrion, Hernan; Martinez, Daniel; Parker, Justin; Hakky, Tariq; Bickell, Michael; Boyle, Alexander; Weigand, Luke; Carrion, Rafael (2016). „A History of the Penile Implant to 1974”. Sexual Medicine Reviews (на језику: енглески). 4 (3): 285—293. doi:10.1016/j.sxmr.2016.05.003.
3. ↑  Rodriguez, Katherine M.; Pastuszak, Alexander W. (2017). „A history of penile implants”. Translational Andrology and Urology. 6 (S5): S851—S857. doi:10.21037/tau.2017.04.02.
4. ↑  Nehra, Ajay; Alterowitz, Ralph; Culkin, Daniel J.; Faraday, Martha M.; Hakim, Lawrence S.; Heidelbaugh, Joel J.; Khera, Mohit; Kirkby, Erin; McVary, Kevin T. (2015). „Peyronie’s Disease: AUA Guideline”. Journal of Urology. 194 (3): 745—753. ISSN 0022-5347. doi:10.1016/j.juro.2015.05.098.
5. ↑  Stuntz, Mark; Perlaky, Anna; des Vignes, Franka; Kyriakides, Tassos; Glass, Dan (2016-02-23).  Handelsman, David J., ур. „The Prevalence of Peyronie's Disease in the United States: A Population-Based Study”. PLOS ONE (на језику: енглески). 11 (2): e0150157. ISSN 1932-6203. PMC 4764365 . PMID 26907743. doi:10.1371/journal.pone.0150157.
6. ↑  Perovic, S.V.; Djordjevic, M.L. (2003). „Metoidioplasty: A variant of phalloplasty in female transsexuals”. BJU International. 92 (9): 981—985. doi:10.1111/j.1464-410x.2003.04524.x.